# Október 25.
Október 25. az év 298. (szökőévben 299.) napja a Gergely-naptár szerint. Az évből még 67 nap van hátra.
Névnapok: Bianka, Blanka + Beniel, Bonifác, Bónis, Cserjén, Dafna, Dafné, Dália, Dára, Dária, Dárió, Dárius, Döme, Dömös, Fodor, János, Krizanta, Marcián, Margit, Mór, Móric, Réta

## Események
- 1301 – Miklós pápai legátus a budai zsinaton elrendeli az egyházi javak visszaadását.
- 1415 – V. Henrik angol király íjászokkal megerősített hadserege legyőzi VI. Károly francia király lovagi seregét az azincourt-i (agincourt-i) csatában.
- 1492 – Kolumbusz Kristóf és vezérhajója, a Santa Maria megérkezik a mai Dominikai Köztársaság partjaihoz.
- 1781 – II. József német-római császár, magyar és cseh király kiadja türelmi rendeletét.[1] Ebben a protestáns (evangélikus és református), és az ortodox hívőknek szabad vallásgyakorlatot biztosít. Rendelete lehetővé teszi e hívők magasabb állami hivatalokban való alkalmazását, engedélyezi számukra templomok építését, papok tartását, és kivonja őket a római katolikus püspökök ellenőrzése alól.
- 1790 – Kelemen László magyar színtársulata megtartja első előadását a budai Várszínházban.
- 1863 – Felavatják az első Sió-zsilipet, amely lehetővé tette a Balaton vízszintjének szabályozását. (Ezzel megszűnt a Balaton természetes vízjárása és mesterségesen szabályzott vízállású tó lett belőle.)[2]
- 1896 – Ferenc József felavatja a budapesti Iparművészeti Múzeumot.
- 1900 – Nagy-Britannia annektálja Transvaalt.
- 1918 – Gróf Károlyi Mihály vezetésével három baloldali párt képviselőiből megalakul a Magyar Nemzeti Tanács.
- 1929 – „Fekete péntek” a New York-i tőzsdén.
- 1931 – Megnyitják a George Washington-hidat New York és New Jersey között.
- 1936 – Adolf Hitler és Benito Mussolini megalakítják a Róma-Berlin tengelyt.
- 1938 – A Japán Császári Hadsereg elfoglalja Vuhan városát a kínai csapatoktól a második kínai–japán háborúban.
- 1944 – A japán császári hadvezetés először vet be kamikazékat (Fülöp-szigetek, Tengeri csata a Leyte-öbölben).
- 1945 – Japán kapitulációja után a Kínai Köztársaság átveszi Tajvan igazgatását.
- 1955 – Bemutatják az első mikrohullámú sütőt (Tappan cég székhelyén).
- 1956 – Gerő Ernőt Kádár János váltja fel a Magyar Dolgozók Pártjának főtitkári székében.
- 1956 – Gyilkos sortűz zúdul a Kossuth téren békésen és fegyvertelenül tüntető tömegre. Több tucat, egyes becslések szerint 120 halott és nagyszámú sebesült marad a kövezeten. Az elkövetőket máig nem azonosították.
- 1962 – John Steinbeck megkapja az irodalmi Nobel-díjat.
- 1980 – Az irak–iráni háborúban Irak csapatai – heves harcok után – beveszik a dél-iráni Horramsahr városát.
- 1983 – Amerikai csapatok – a brit kormány egyetértésével – megszállják Grenadát, a Brit Nemzetközösséghez tartozó, karib-tengeri szigetállamot („Operation Urgent Fury”).
- 1984 – Azonosítják a Hepatitis vírusát.
- 1989 – Kormánydöntés születik a Budapesti Értéktőzsde újraindításáról (első munkanapja 1990. június 21-én).
- 1990 – A benzin-áremelés szándéka miatt blokádot hirdetnek Magyarországon a taxisok.
- 1990 - Kazahsztánban elfogadták a Deklarációt az Állami Függetlenségről.
- 1992 – Csehszlovákia Dunacsúnnál, a Duna 1852,75 folyamkilométerénél mintegy 40 kilométer hosszúságban csehszlovák államterületre tereli a határfolyót.
- 1992 – Litvániában népszavazáson fogadják el az alkotmányt.
- 1995 – Lettország benyújtja hivatalos csatlakozási kérelmét az Európai Unióba.
- 2000 – Kenyában, a Nagy-hasadékvölgy vulkáni kőzetében régészek 6 millió éves hominida csontmaradványokat találnak.
- 2003 – Megnyitják az Estádio da Luz stadiont Lisszabonban, Portugália fővárosában, mely a portugál nemzeti válogatott mérkőzései mellett a Benfica csapatának az otthona
- 2004 – Kubában engedélyezik az amerikai dollár fizetőeszközként való használatát.
- 2007 – Zdravko Ponos altábornagy, a szerb hadsereg vezérkari főnöke – Zomboron – egynapos, határmenti találkozón fogadja Havril András vezérezredest.

## Sportesemények
Formula–1
- 1964 –  mexikói nagydíj, Mexikóváros - Győztes: Dan Gurney  (Brabham Climax)
- 1970 –  mexikói nagydíj, Mexikóváros - Győztes: Jacky Ickx  (Ferrari)
- 1992 –  japán nagydíj, Suzuka - Győztes: Riccardo Patrese  (Williams Renault)
- 2015 –  amerikai nagydíj, Circuit of the Americas - Győztes: Lewis Hamilton  (Mercedes)

## Születések
- 1795 – Bezerédj István reformkori politikus († 1865)
- 1806 – Max Stirner német államellenes filozófus († 1856)
- 1811 – Évariste Galois   francia matematikus, a Galois-elmélet megalkotója († 1832)
- 1825 – Ifj. Johann Strauss (a „keringőkirály”), osztrák zeneszerző, karmester, id. Johann Strauss fia († 1899)
- 1838 – Georges Bizet francia zeneszerző († 1875)
- 1874 – Farkasfalvi Farkas Géza magyar huszáralezredes, földbirtokos, a tiszáninneni református egyházkerület főgondnoka, országgyűlési képviselő, felsőházi tag († 1950)
- 1877 – Henry Norris Russell amerikai csillagász († 1957)
- 1881 – Pablo Picasso spanyol születésű francia festőművész († 1973)
- 1883 – Erdődy Rudolf magyar királyi titkos tanácsos, földbirtokos, felsőházi tag († 1966)
- 1886 – Polányi Károly gazdaságtörténész, társadalompolitikus, a Galilei Kör első elnöke († 1964)
- 1888 – Richard Evelyn Byrd amerikai repülőtiszt, sarkkutató, felfedező († 1957)
- 1907 – Országh László magyar nyelvész, irodalomtörténész, szótárszerkesztő († 1984)
- 1910 – Johnny Mauro amerikai autóversenyző († 2003)
- 1923 – Somkuti Elemér magyar erdőmérnök, egyetemi tanár († 2004)
- 1925 – Liska Tibor Széchenyi-díjas közgazdász († 1994)
- 1925 – Nathan Divinsky kanadai matematikus, sakkmester, szakíró († 2012)
- 1926 – Pálfy Alice magyar színésznő († 2005)
- 1931 – Annie Girardot francia színésznő  († 2011)
- 1932 – Vitold Pavlovics Fokin ukrán politikus, 1990–1992 között Ukrajna miniszterelnöke
- 1935
  - Komlós Péter kétszeres Kossuth-díjas és Liszt Ferenc-díjas magyar hegedűművész, a Bartók vonósnégyes alapítója, primáriusa, érdemes és kiváló művész († 2017)
  - Spilák Ferenc magyar közgazdász, szakpolitikus († 2007)
- 1938 – Eckschmiedt Sándor atléta, edző, sportvezető, pszichológus († 2023)
- 1942 – Ladik Katalin jugoszláviai magyar költő
- 1944 – Jon Anderson angol zenész, a Yes zenekar énekese

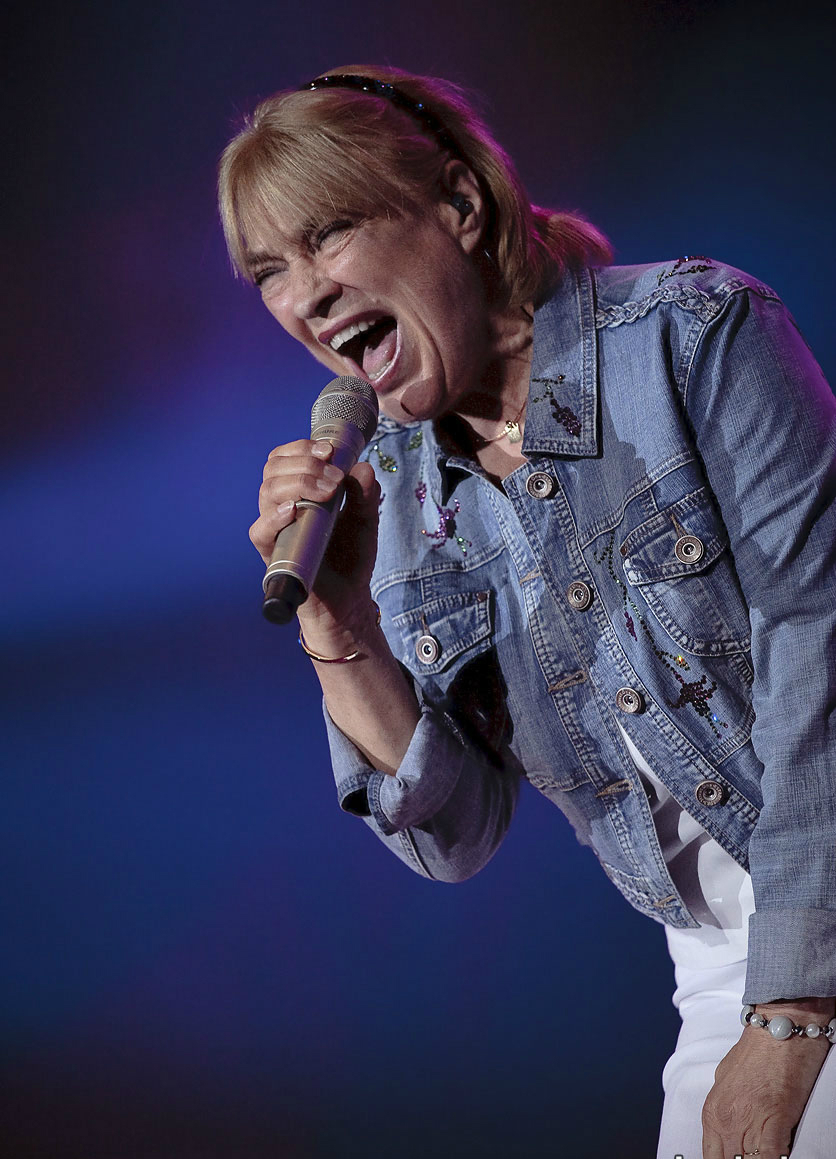
Kovács Kati Kossuth-díjas énekesnő

- 1944 – Kovács Kati Kossuth-díjas magyar előadóművész, színművésznő, dalszerző
- 1945 – Dr. Benyeda János kutató állatorvos († 2019)
- 1946 – Labancz Anna magyar ápolónő, a magyar kriminalisztika egyik leghírhedtebb, máig megoldatlan gyilkosságának áldozata († 1970)
- 1958 – Kornelia Ender egykori keletnémet úszó
- 1964 – Laczó Zoltán Vince zeneszerző, zenei szerkesztő
- 1968 – Hamar Zsolt karmester
- 1969 – Oleg Szalenko orosz labdarúgó
- 1976 – Mészáros Antónia magyar újságíró, szerkesztő, műsorvezető
- 1978 – Zachary Knighton amerikai színész
- 1980 – Kovács Olga magyar színésznő
- 1980 – Mehcad Brooks amerikai színész
- 1984 – Katy Perry amerikai énekesnő
- 1987 – Fabian Hambuechen német tornász
- 1994 – Varga Barnabás magyar válogatott labdarúgó
- 1998 – T. Danny magyar énekes, rapper
- 2000 – Szoboszlai Dominik magyar válogatott labdarúgó

## Halálozások
- 1047 – Jóságos Magnus norvég király (* 1024)
- 1495 – II. János portugál király (* 1455)
- 1647 – Evangelista Torricelli olasz fizikus, matematikus (* 1608)
- 1760 – II. György brit király (* 1727)
- 1788 – Istvánffy Benedek magyar zeneszerző, karnagy (* 1733)
- 1822 – Csermák Antal magyar zeneszerző, hegedűművész (* 1774)
- 1848 – Arnold György magyar zeneszerző, karmester, egyházi karnagy (* 1781)
- 1849 – Kazinczy Lajos honvéd ezredes, aradi vértanú (* 1820)
- 1853 – Szász Károly államférfi, matematikus.(* 1798)
- 1890 – Benkő Kálmán magyar színész (* 1824)
- 1903 – Fadrusz János magyar szobrászművész (* 1858)
- 1918 – Quittner Zsigmond magyar építész (* 1857)
- 1938 – Alfonsina Storni a 20. századi latin-amerikai költészet egyik legfontosabb alakja (* 1892)
- 1954 – Rápolthy Lajos szobrász és éremművész (* 1880)
- 1956 – Risto Ryti finn politikus, köztársasági elnök (* 1889)
- 1957
  - Balla Pál magyar munkás, az 1956-os forradalom utáni megtorlás egyik gyóni áldozata (* 1919)
  - Harmincz István, az 1956-os forradalom gyóni eseményeinek egyik résztvevője és kivégzettje (* 1928)
  - Lakos János, az 1956-os forradalom gyóni eseményeinek egyik résztvevője és kivégzettje (* 1920)
- 1958
  - Matija Slavič szlovén teológus, fordító, egyetemi rektor (* 1877)
  - Heller Erik magyar jogász, tanszékvezető, az MTA levelező tagja (* 1880)
  - Stuart Lewis-Evans brit autóversenyző (* 1930)
- 1965 – Ascher Oszkár Kossuth-díjas magyar színész, rendező (* 1897)
- 1972 – Johnny Mantz (John Mantz) amerikai autóversenyző (* 1918)
- 1973 – Abebe Bikila etióp atléta, kétszeres olimpiai bajnok maratonfutó, a táv kétszeres világrekordere, az első színes bőrű afrikai olimpiai győztes (* 1932)
- 1976 – Raymond Queneau francia író, költő, esszéista, matematikus. (* 1903)
- 1984 – Tardos Péter magyar újságíró, zeneszerző, dalszövegíró, humorista, rádiós-televíziós szerkesztő (* 1924)
- 1994 – Kocsis Antal magyar ökölvívó, olimpiai bajnok (* 1905)
- 1995 – Cseh Viktória magyar színésznő (* 1938)
- 2002 – Sir Richard Harris ír színész (* 1930)
- 2002 – René Thom francia matematikus, munkásságát 1958-ban Fields-éremmel ismerték el (* 1923)
- 2016 – Bara Margit Kossuth- és Balázs Béla-díjas magyar színésznő (* 1928)
- 2018 – Bőzsöny Ferenc magyar előadóművész, tanár, rádió bemondó (* 1931)
- 2020 – Bolberitz Pál Széchenyi-díjas római katolikus pap, filozófus, egyetemi tanár (* 1941)
- 2021 – Bartók Katalin erdélyi magyar biológus, egyetemi docens (* 1942)
- 2022 – Korcsmáros György Jászai Mari-díjas magyar színész, rendező, érdemes művész (* 1952)
- 2022 – Maros Gábor magyar színművész, operaénekes (* 1947)
- 2024 – Dózsa Imre Kossuth-díjas magyar táncművész, balettpedagógus, balett- és színházigazgató (* 1941)

## Nemzeti ünnepek, emléknapok, világnapok
- Pécsi Szent Mór püspök ünnepe a katolikus egyházban